# Zmiany granic miast w Polsce w 2012
Zmiany granic miast w 2012 roku – zmiany granic administracyjnych miast w Polsce, które nastąpiły 1 stycznia 2012 r. na podstawie rozporządzenia Rady Ministrów z 26 lipca 2011 r.
| Miasto (województwo)                     | Powierzchnia przed zmianą | Powierzchnia po zmianie | Włączany/wyłączany obszar         | Włączona/wyłączona powierzchnia |
| ---------------------------------------- | ------------------------- | ----------------------- | --------------------------------- | ------------------------------- |
| Barwice (województwo zachodniopomorskie) | 7,50 km²                  | 7,53 km²                | skrawki Starego Grabiąża          | 0,03 km²                        |
| Gostyń (województwo wielkopolskie)       | 10,71 km²                 | 11,09 km²               | część Dusiny                      | 0,38 km²                        |
| Jedwabne (województwo podlaskie)         | 11,47 km²                 | 4,55 km²                | Biczki, Kajetanowo i Kosaki-Turki | 6,92 km²                        |
| Łask (województwo łódzkie)               | 15,33 km²                 | 15,50 km²               | część Woli Łaskiej                | 0,17 km²                        |
| Pleszew (województwo wielkopolskie)      | 13,14 km²                 | 13,37 km²               | część Nowej Wsi                   | 0,23 km²                        |
| Reda (województwo pomorskie)             | 34,92 km²                 | 33,46 km²               | zachodnie skrawki miasta          | 1,46 km²                        |
| Skarszewy (województwo pomorskie)        | 10,79 km²                 | 11,96 km²               | Pólko                             | 1,17 km²                        |
| Skierniewice (województwo łódzkie)       | 32,90 km²                 | 34,41 km²               | część Makowa (poligon wojskowy)   | 1,51 km²                        |
| Wejherowo (województwo pomorskie)        | 25,53 km²                 | 26,99 km²               | skrawki miasta Reda               | 1,46 km²                        |